# فسفرامیدون
فسفرامیدون (به انگلیسی: Phosphoramidon) یک ترکیب شیمیایی با شناسه پاب‌کم ۴۴۵۱۱۴ است. شکل ظاهری این ترکیب، جامد سفید تا زرد کمرنگ است.